# Astroblepus retropinnus
Astroblepus retropinnus är en fiskart som först beskrevs av Regan, 1908.  Astroblepus retropinnus ingår i släktet Astroblepus och familjen Astroblepidae. Inga underarter finns listade.